# دانشگاه ایالتی کالیفرنیا در چنل آیلند
دانشگاه ایالتی کالیفرنیا در چنل آیلند (به انگلیسی: California State University, Channel Islands) واقع در منطقه «کامریو» در محله «ونچورا» در ایالت «کالیفرنیا» می‌باشد. دانشگاه در سال 2002 به عنوان بیست و سومین مرکز آموزشی سیستم ایالت کالیفرنیا محسوب می‌شد.